# Nodul rutier Courtenay
Nodul rutier Courtenay este un nod rutier între autostrada A6 și autostrada A19, situat de-a lungul teritoriului comunelor Savigny-sur-Clairis din departamentul Yonne în regiunea Bourgogne-Franche-Comté și Courtenay din departamentul Loiret în regiunea Centre-Val de Loire.
Nodul rutier este format dintr-un set de bretele și două sensuri giratorii. Ieșirile 17 de pe A6 și 3 de pe A19 asigură accesul local prin drumurile RD 660 și RD 232.

## Drumuri deservite
- Autostrada A6 care leagă Paris de Lyon;
- Autostrada A19 care leagă Orléans de Sens;
- Drumul D 660 (fostul RN 60) spre Sens;
- Drumul D 232 spre Courtenay.